# Krystyna Skowrońska

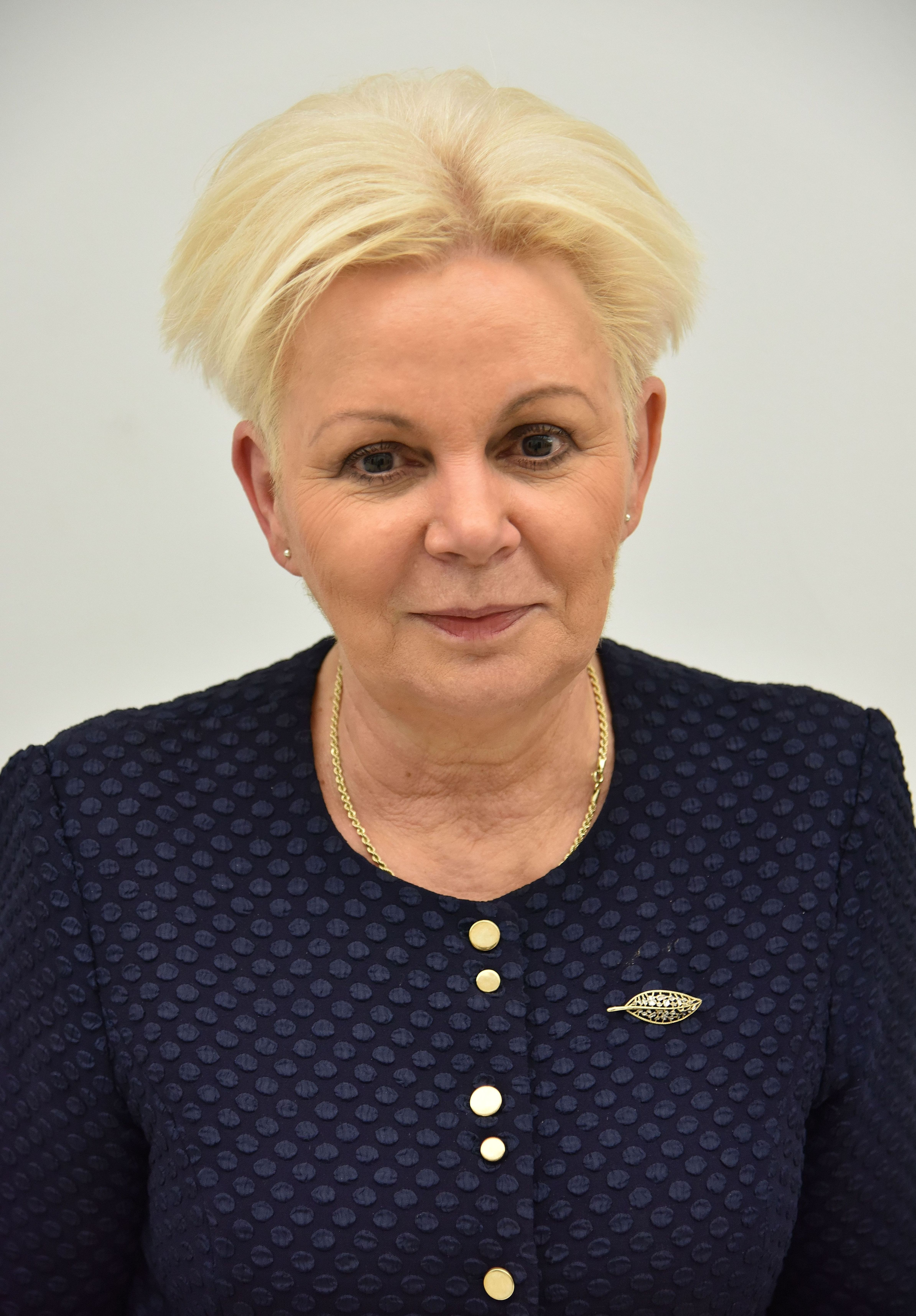
Krystyna Skowrońska (2016)

Krystyna Skowrońska (* 22. Juli 1954 in Mielec) ist eine polnische Politikerin der Platforma Obywatelska (Bürgerplattform).
Sie studierte Recht und Verwaltung in Rzeszów an der Maria-Curie-Skłodowska-Universität und schloss ihr Studium mit einem Magister ab. Anschließend arbeitete sie im Banksektor. 1999 bis 2001 war sie im Kreisrat des Powiats Mielecki. Sie war unter anderem mit Angelegenheiten des Gesundheitssystems betraut. Bei den Parlamentswahlen 2001 konnte sie mit 3894 Stimmen einen Sitz im Sejm erringen. Bei den Wahlen 2005 gelang ihr mit 16.479 Stimmen und 2007 mit 33.557 Stimmen erneut der Einzug in das Parlament. Im Sejm arbeitet sie den Ausschüssen für öffentliche Finanzen und Gesundheit (Stand Januar 2010). Zuvor war sie auch in den Ausschüssen für EU-Angelegenheiten und Abgeordnetenobliegenheiten.
Krystyna Skowrońska ist verheiratet und hat eine Tochter.